# Bobby Henderson
Bobby Henderson (* 18 de julio de 1980 en Roseburg, Oregón, Estados Unidos) es un físico estadounidense y creador del pastafarismo, en respuesta por la decisión del Consejo de Educación del Estado de Kansas (en inglés: Kansas State Board of Education) de permitir que se enseñara la teoría del diseño inteligente junto con la teoría de la evolución. 
Bobby Henderson nació el 18 de julio de 1980, hijo de Rod y Linda Henderson en Roseburg, Oregón. En 1999 se graduó de bachiller de la Roseburg High School. Continuó sus estudios superiores en la Oregon State University en Física, de la cual se graduó en 2003 con un Bachelor of Science. 
En junio de 2005, Henderson publicó una carta abierta en protesta contra la enseñanza del "diseño inteligente" o la doctrina teocéntrica del origen del universo (tal como se predica en la Biblia) en las escuelas estadounidenses. En ella pidió formalmente que el pastafarismo recibiera el mismo trato que las «conjeturas lógicas basadas en abrumadoras evidencias observables» (o sea, la teoría de la evolución) y que el "diseño inteligente" (o sea, la idea de que el universo fue creado por un dios). Esto originó un gran revuelo en internet, que obtuvo una gran repercusión en multitud de medios de comunicación en todo el mundo que han resultado en la creación de iglesias del pastafarismo en varios países. También escribió The Gospel of the Flying Spaghetti Monster.